# 小行星2396
小行星2396（2396 Kochi）是一颗围绕太阳公转的小行星。1981年2月9日，關勉在藝西天文台发现了此天体。
該小行星以日本高知縣高知市命名。
这颗小行星的绝对星等为50.82274等。